# Высоцкий, Пётр Иосифович
Пётр Иосифович Высоцкий (1916—1946) — майор Советской Армии, участник советско-финской и Великой Отечественной войн, Герой Советского Союза (1944).

## Биография
Пётр Высоцкий родился 12 января 1916 года в деревне Ширяево (ныне — Путивльский район Сумской области Украины) в семье крестьянина. Окончил семь классов школы, после чего переехал в Киев, где работал слесарем на одном из заводов. В 1935 году Высоцкий был призван на службу в Рабоче-крестьянскую Красную Армию по специальному набору ЦК ВЛКСМ и был направлен на учёбу в Качинскую военную авиационную школу пилотов, которую окончил в 1937 году. Служил в 147-м бомбардировочном авиаполку Ленинградского военного округа. Принимал участие в советско-финской войне, за отличие в ней был награждён медалью «За отвагу».
С начала Великой Отечественной войны — на её фронтах. В 1941 году он вступил в ВКП(б). Был направлен в отдельную разведывательную эскадрилью, совершил 138 разведывательных полётов, 94 из которых — на большие расстояния, фотографировал вражеские объекты, доставлял ценные разведывательные данные. Участвовал в боях в Карелии, освобождении Норвегии. К середине 1944 года майор Пётр Высоцкий командовал эскадрильей 80-го ближнебомбардировочного авиаполка, 261-й смешанной авиадивизии, 7-й воздушной армии, Карельского фронта. К тому времени он совершил 143 успешных боевых вылета на разведку и бомбардировку.
Указом Президиума Верховного Совета СССР от 2 ноября 1944 года за «образцовое выполнение боевых заданий командования на фронте борьбы с немецкими захватчиками и проявленные при этом мужество и героизм» майор Пётр Высоцкий был удостоен высокого звания Героя Советского Союза с вручением ордена Ленина и медали «Золотая Звезда» за номером 4308.
После окончания войны Высоцкий продолжил службу в Советской Армии. 12 января 1946 года он погиб в авиакатастрофе. Первоначально был похоронен в деревне Волосово Чеховского района Московской области, но позднее по просьбе матери перезахоронен на Байковом кладбище в Киеве.

## Награды
Был также награждён двумя орденами Красного Знамени, орденом Отечественной войны 1-й степени и рядом медалей.